# دوک‌نشین کورنوال
دوک‌نشین کورنوال (انگلیسی: Duchy of Cornwall، کرنوالی: Duketh Kernow) یکی از دو دوک‌نشین سلطنتی انگلستان است، دیگری دوک‌نشین لنکستر است. پسر ارشد پادشاه بریتانیا در بدو تولد یا زمانی که والدینش جانشین تاج‌وتخت می‌شوند، مالکیت دوک‌نشین و عنوان دوک کورنوال را به ارث می‌برند، اما نمی‌تواند دارایی‌های خود را بفروشد. منفعت شخصی و حقوق و درآمد محدودی در دوران کودکی دارد.
دوک فعلی ویلیام، شاهزاده ولز است. هنگامی که پادشاه فرزند پسر نداشته باشد، حقوق و مسئولیت‌های دوک‌نشین به تاج‌وتخت بازمی‌گردد و هیچ دوکی وجود ندارد. (قانون جانشینی تاج‌وتخت ۲۰۱۳ جانشینی دوک‌نشین را تحت تأثیر قرار نمی‌دهد، به طوری که اگر وارث پادشاهی زن باشد، نمی‌تواند جانشین دوک‌نشین شود)
شورای دوک‌نشین که شورای شاهزاده نیز نامیده می‌شود، دو بار در سال تشکیل جلسه می‌دهد که ریاست آن بر عهده دوک است. شورای شاهزاده یک نهاد غیراجرایی است که در رابطه با مدیریت دوک‌نشین به دوک مشاوره می‌دهد. دوک‌نشین همچنین از حقوق و امتیازات قانونی خاصی در سراسر کورنوال و مجمع الجزایر سیلی به مانند جاهای دیگر انگلستان که متعلق به تاج‌وتخت است. از جمله دوک تعدادی از مقامات را در شهرستان منصوب می‌کند و به عنوان مرجع بندر برای بندر اصلی مجمع‌الجزایر سیلی عمل می‌کند.
دولت انگلستان، دوک‌نشین را یک نهاد تاج‌وتخت می‌داند و بنابراین دارای معافیت از پرداخت مالیات شرکتی می‌باشد. در طی این سال‌ها وضعیت معافیت مالیاتی دوک‌نشین به چالش کشیده شده‌است. و از سال ۱۹۹۳، دوک کورنوال، شاهزاده ولز، داوطلبانه مالیات بر درآمد دوک‌نشین را، کمتر از مبالغی که به عنوان مخارج رسمی در نظر می‌گیرد، پرداخت کرده‌است.